# Kanton Orange-Est
Kanton Orange-Est (Orange-Oost) is een voormalig kanton van het Franse departement Vaucluse. Kanton Orange-Oost maakte deel uit van het arrondissement Avignon en telde 27 218 inwoners in 1999. Het werd opgeheven bij decreet van 25 februari 2014, met uitwerking op 22 maart 2015.

## Gemeenten
Het kanton Orange-Est omvatte de volgende gemeenten:
- Camaret-sur-Aigues : 3 553 inwoners
- Jonquières : 3 926
- Orange : 13 808 (deels, hoofdplaats)
- Sérignan-du-Comtat : 2 254
- Travaillan : 676
- Uchaux : 1 465
- Violès : 1 536